# Eric Ruuth

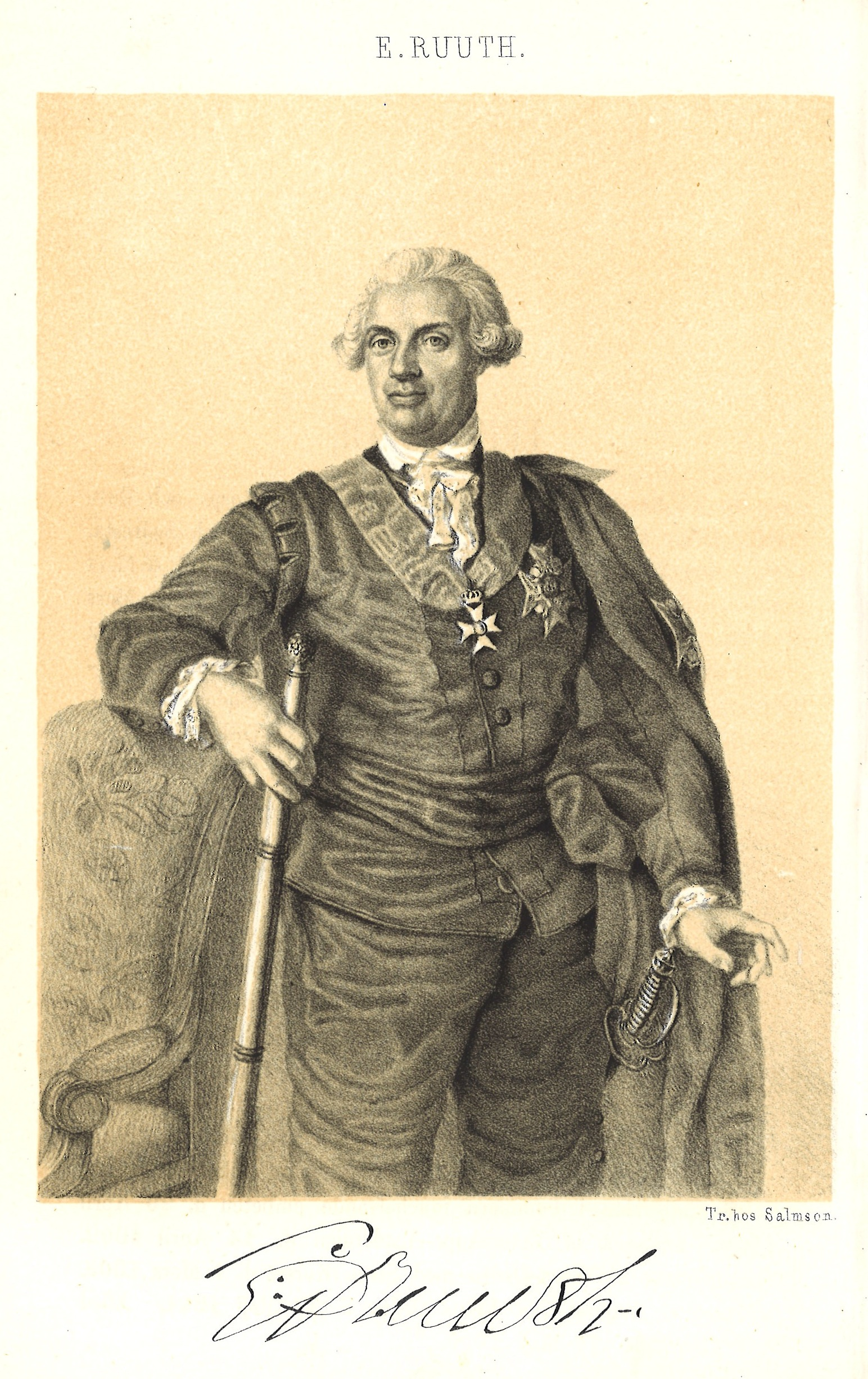
Eric Ruuth som lantmarskalk iförd nationella dräkten med Serafimerordens kraschan på bröstet.

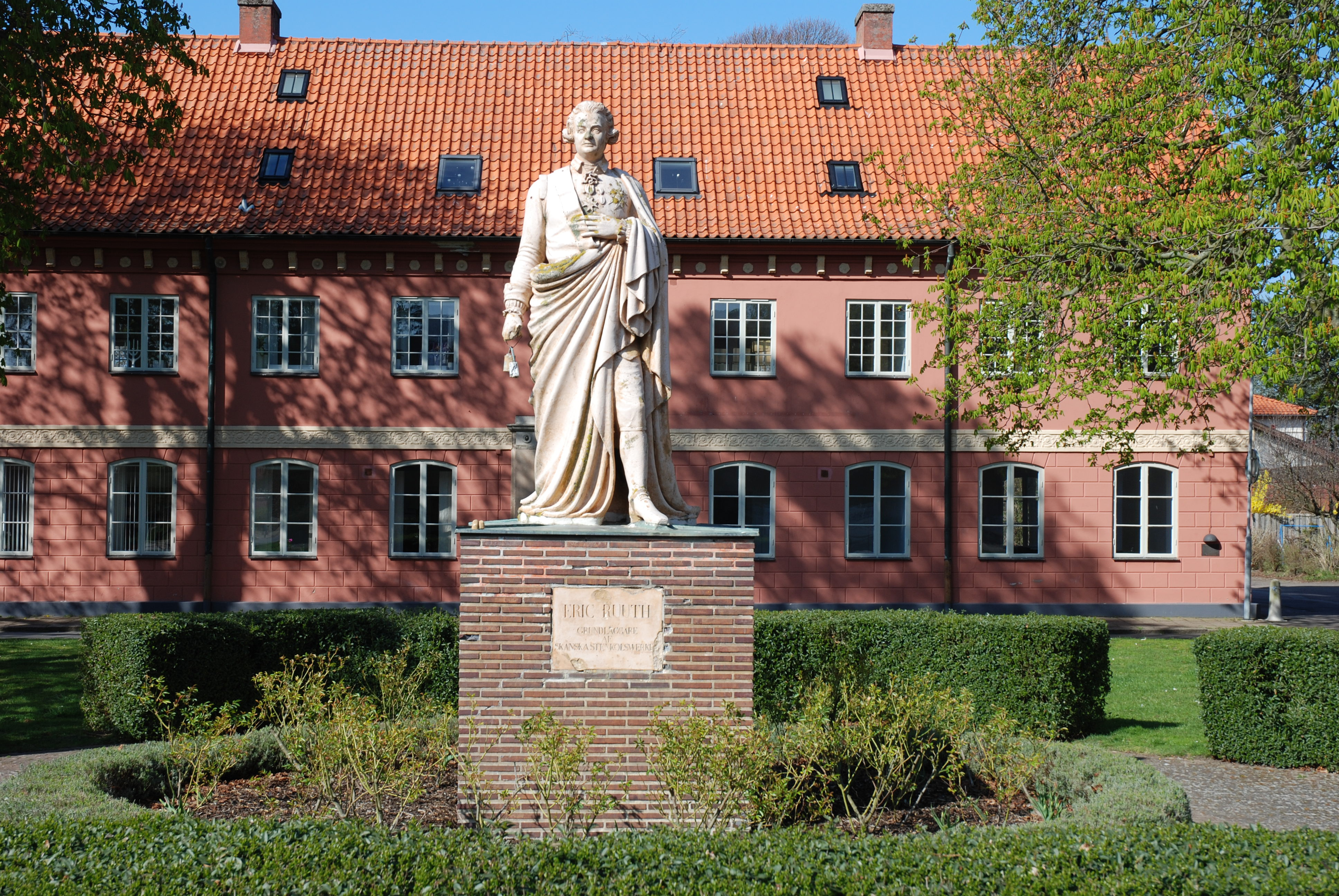
Eric Ruuth, staty i terrakotta av Ferdinand Ring (1861), Eric Ruuthsparken i Höganäs.

Eric Ruuth, född den 24 oktober 1746 i Stockholm, död där den 25 maj 1820, var en svensk greve, finansminister, generalguvernör, lantmarskalk, kapten, företagare, grundare av Höganäsbolaget.

## Biografi
Eric Ruuth var son till riksrådet, viceamiralen Gustaf Ruuth i Finland (1697–1757) och friherrinnan Ebba Christina Sjöbladh. Redan som elvaåring blev Eric Ruuth kadett vid Karlskrona och fortsatte inom olika regementen till 1768 då han lämnade armén för hovlivet med kaptens titel. Gustav III och Eric Ruuth skulle bli nära vänner, och Ruuth var en av de mer trogna gustavianerna. För faderns förtjänster upphöjdes Eric Ruuth tillsammans med brodern 1777 till friherre och steg i graderna vid hovet. 1786 utnämndes han till första hovstallmästare.
Påverkad av sin svärfar intresserade sig Eric Ruuth för den ekonomiska politiken, och blev 1786 statssekreterare för finansexpeditionen. Ruuth ålades att betala kostnaderna för Gustav III:s ryska krig  1788–1790, vilket han endast kunde göra genom att låna pengar från utlandet. Att tvingas öka statsskulden sågs som ett fullständigt misslyckande, varför Ruuth hölls personligen ansvarig och tvingades att pantsätta sina egendomar. Till och med bordssilvret var pantsatt. 1790 avskedas Ruuth som finansminister. Trots att han i stället utnämndes till bland annat ståthållare på Drottningholms slott, hade Ruuths rykte blivit skamfilat av tiden i politiken. Han lämnade dock inte kungens sida, och 1792 var han åter lantmarskalk vid riksdagen i Gävle varefter han upphöjdes till greve.
När Gustav III mördades påverkade den antigustavianska strömningen Ruuth så till vida att han granskades av Gustav Adolf Reuterholm och det uppstod med detta svåra konflikter dem emellan. Konflikten nådde sin kulmen när Reuterholm krävde att Ruuth personligen skulle ersätta staten vad Reuterholm ansåg att han försummat den. Efter en juridisk kamp fick dock Ruuth summan avsevärt nedskuren.
Därefter ägnade sig Ruuth åt näringslivet. Han intresserade sig för stenkolsbrytningen i Skåne där han ägde flera större slott. Han grundade flera keramiska industrier, bland annat Ulfsunda stengodsfabrik, Löfnäs stenkärlsfabrik och Helsingborgs stenkärlsfabrik. Det var när han letade efter lera till sina keramiska industrier som han upptäckte förekomsten av stenkol i Höganäs. Med hjälp av ingenjören Thomas Stawford från England och gruvingenjören Anders Polheimer kunde man dra igång verksamheten. Det var Polheimer som hade upptäckt förekomsten av stenkol 1793. Ett par år senare försattes Ruuth i personlig konkurs av politiska skäl, men kunde ändå bilda ett bolag vid Höganäs 1797, som han kallade Gustaf IV Adolfs stenkolsgrufva. Gruvverksamheten blev efter omorganisation och övergång till lergodsproduktion 1825 känd som Höganäsbolaget.
När Gustav IV Adolf avsatts försökte Ruuth verka för att dennes son Gustav skulle bli kung i stället för Gustav III:s bror Karl XIII. Under de dramatiska riksdagarna 1809–1810 då 1809 års regeringsform och successionsordningen stadgades, var Ruuth en förkämpe för gustavianerna. Han fick dock nåden att tjänstgöra för drottning Hedvig Elisabet Charlotta av Holstein-Gottorp som hovmarskalk och vän; han fick förtroendet att vårda hennes dagboksanteckningar.
Vid sidan av sina politiska gärningar, och framför allt sina bidrag till det svenska näringslivet, är Eric Ruuth känd för att vara initiativtagaren till att utveckla en svensk ostkultur. 1786 anställde han Pierre Nicolas Dubas de Rougemont från Schweiz att ta fram en svensk ost. Resultatet känner vi idag[när?] som Herrgårdsost, den svenska Emmentalern. 1775 köpte han gården Mara i Blekinge och döpte om den till Eriksberg. Under Ruuths tid som ägare, blev Eriksberg ett säteri. Ruuth ägde Eriksberg till 1807 då han sålde det till Varvsintressenterna i Carlshamn skeppsvarv.
År 1801 var han tillsammans med sin dåvarande maka Charlotta Wahrendorff medlem i Carl Adolf Bohemans hemliga sällskap, som av honom kallades för gren av frimurarorden: sällskapet Gula Rosen, vid sidan av bland andra hertig Karl och Hedvig Elisabet Charlotta, greve Magnus Fredrik Brahe och dennes hustru Catharina Ulrica Koskull och drottningens mor.
Eric Ruuth var gift 1. med grevinnan Fredrika Sparre, 2. friherrinnan Ebba Ulrica Beata von Rosen, 3. Elisabeth Charlotta Wahrendorff. Han upphöjdes till Serafimerriddare 1791, erhöll Vasaordens stora kors 1805, samt blev ledamot av Vetenskapsakademien 1802 och hedersledamot av Lantbruksakademien 1812.